# Ambiancé
Ambiancé je experimentální film, který režíruje švédský režisér Anders Weberg. Původně se předpokládalo, že film bude mít premiéru 31. prosince 2020 a bude dlouhý 720 hodin, tedy 30 dní, a bude se promítat po celém světě. Po skončení úvodního promítání má Weberg zničit jedinou existující kopii celého filmu, což z něj, podle jeho slov, udělá „nejdelší natočený film, který neexistuje“. Uvedl také, že Ambiancé bude jeho posledním filmem. Po filmu Logistics se bude jednat o druhý nejdelší film, který byl kdy natočen.

## Vývoj a vydání
Anders Weberg uvedl, že Ambiancé natočil jako protest proti obnovování starých klasických filmů.
Weberg k filmu vydal dva trailery, z nichž první byl zveřejněn v roce 2014 a má 72 minut. Druhý trailer, vydaný v roce 2016, byl dlouhý 439 minut. Řekl, že v roce 2018 vydá 72 hodinový trailer, k tomu však nikdy nedošlo. Druhý trailer byl z jediného záběru a neobsahoval žádné střihy.
Dne 3. ledna 2021 zveřejnil Weberg na svém Twitteru větu „C'est fini“, což ve francouzštině znamená „Je hotovo“. Stejná věta byla použita v popisu traileru k filmu v souvislosti s tím, že Weberg skončí s režírováním poté, co dokončí Ambiancé. To zřejmě naznačuje, že Weberg oficiálně skončil s režírováním roku 2021. Webergovy vlastní webové stránky ve své filmografii uvádějí délku 43 200 minut, což v součtu činí přesně 30 dní.
Ambiancé měl být uveden do kin 31. prosince 2020. Podle Webergovy webové stránky byl film zrušen v roce 2020.